# قوات العمليات الخاصة (الأردن)

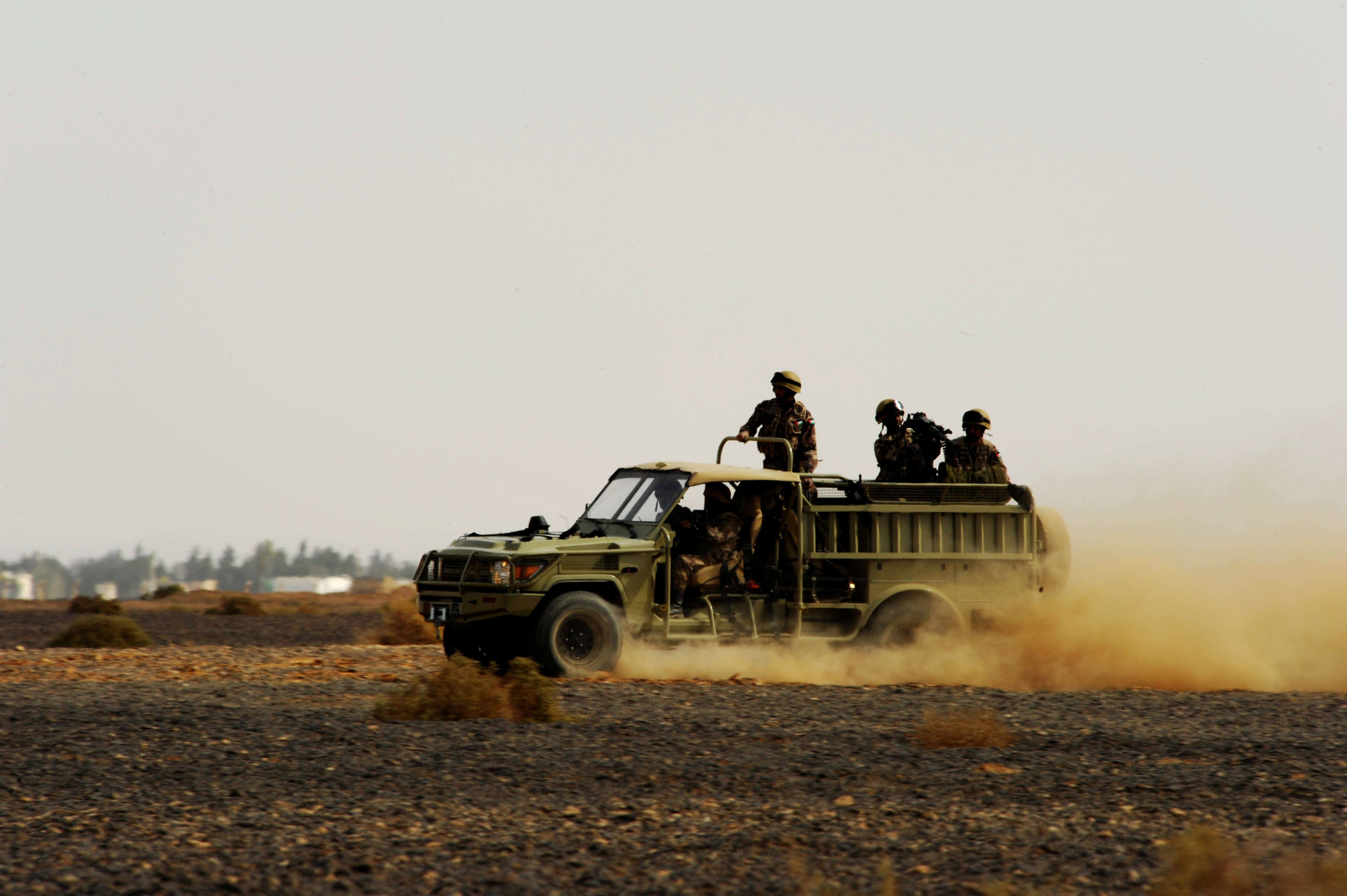
جنود من القوات الخاصة الملكية الأردنية اثناء توجههم بسيارة إلى الهدف خلال لقاء فالكون للطيران عام 2010 في قاعدة الأزرق الجوية الأردنية في منطقة الأزرق، الأردن، في 1 نوفمبر 2010. شاركت كلا من الولايات المتحدة، الأردن، وباكستان في لقاء فالكون للطيران عام 2010 لتحسين علاقاتهما العسكرية والعمليات الجوية المشتركة.

 مديرية العمليات الخاصة والتدخل السريع هي وحدة من وحدات الجيش الأردني تأسست نواة العمليات الخاصة الأردنية في عام 1963 بأمر من الملك الحسين بن طلال. في بداية السبعينات من القرن الماضي، بدات عملية تطوير القوات الخاصة الأردنية، والاهتمام بتدريباتها، وإسناد مهام الاستطلاع، ومكافحة الإرهاب، ومهام البحث والاخلاء القتالي وامن المواقع الرئيسية لها واستهداف المنشئات المعادية والاقتحام والتدمير كما أنيطت بها بعض مهمات استهداف الارتال العسكرية المدرعة واعاقة تقدمها وقطع خطوط امدادها واتصالاتها وجهزت ودربت بحيث تكون قادرة على العمل خلف خطوط العدو لفترات طويلة بدون أي اسناد لوجستي. ومع اتجاه الدول العربية لتطوير قواتها الخاصة والاقتناع بدورها في الحروب الحديثة، اتجهت الانظار العربية نحو الأردن لتبادل الخبرات وتدريب قواتها الخاصة. فأنشأ الأردن مدينة متخصصة لتدريب القوات الخاصة لتلبية حاجات الدول العربية الشقيقه والدول الصديقة، وسيصبح الأردن مركزا اقلميا لتدريب القوات الخاصة العالمية والعربية. وحسب تقرير حيفا للدراسات الاستراتيجية بتاريخ 23/3/2006 فان الأردن درب قوات دول عربية (Training Of Special Forces) وهي: البحرين، العراق، الكويت، لبنان، ليبيا، المغرب، عمان، قطر، السعودية، الإمارات، اليمن، تونس، وجزر القمر.
تتميز القوات الخاصة الأردنية بسرعة الرد ومرونة الحركة، وبهيكلية متغيرة من حيث طبيعة التنظيم بما يتلائم والمهام المكلفة بها وبما يمكنها من الاستجابة للتحديات التي تواجهها ويساندها في عملياتها لواء طيران، فيما دربت تدريبا خاصا وجهزت بمعدات تتلائم وطبيعة التهديدات كي تجعلها الأكثر كفاءة في تنفيذ المهام التي تكلف بها، سواء كانت بالاشتراك مع القوات المسلحة الأردنية أو بشكل منفصل. كما أنها تبنت أسلوب المراوغة في الهجوم لتكون قادرة على التكيف مع أي تحد جديد يواجهها.

## الدورات
| الدورة                                 | المدة     | |
| -------------------------------------- | --------- | --- |
| الصاعقة التأسيسية                      | 10 أسابيع | تعتبر دورة الصاعقة هي الدورة الأساسية الأولى لكافة مرتبات العمليات الخاصة. يتم التركيز فيها على اللياقة البدنية العالية واكتساب المهارات الفردية والقدرة على تحمل ومواجهة الصعاب المختلفة باختلاف مناطق التدريب. وحيث يتدرب على المسير الطويل والمؤقت.                                                                           |
| المظليين                               | 4 أسابيع  | تعتبر دورة المظليين هي الدورة الأساسية الثانية والتي تعقد بعد دورة الصاعقة لكافة مرتبات العمليات الخاصة. تهدف إلى تعزيز الثقة بالنفس لجندي العمليات الخاصة واكتساب مهارات القفز بالمظلة. |
| مسئولي القفز                           | أسبوعين   | تعتبر دورة مسئولي القفز من أهم الدورات الاختصاصية لوحدة العمليات الجوية وذلك لإدامة عمليات القفز المظلي بأنواعه والتزويد الجوي وكيفية التعامل المشترك مع سلاح الجو. |
| طوي وصيانة المظلات                     | 6 أسابيع  | تعتبر هذه الدورة من أهم الدورات الاختصاصية وذلك من اجل تأهيل مرتبات وحدة العمليات الجوية الخاصة على كيفية صيانة وطوي المظلات للوصول إلى أقصى درجة أَمان ممكنة. |
| التحميل والنقل الجوي                   | 3 أسابيع  | تعقد هذه الدورة لتأهيل اختصاصيي تحضير وتجهيز التحميل بطائرات النقل والطائرات العمودية (إما للأفراد أو الآليات والمعدات) وبحجم سرية/كتيبة/لواء بحيث يتم توزيع المسؤوليات لانجاز العمل المطلوب. |
| القفز الحر                             | 6 أسابيع  | تعتبر دورة القفز الحر واحدة من أهم دورات الصنف الاحترافية بحيث يتم التدريب على القفز الحر بالمظلات (تعبوي/ رياضي)، ينفذ المتدربون ما معدله 15 قفزة حرة لكل منهم ما عدا القفزات التدريبية. |
| أدلاء الهبوط                           | 3 أسابيع  | يتم التدريب على هذه الدورة لتعريف المشاركين على كيفية التعامل مع الطائرات المجنحة أو العمودية وكيفية تقديم الإرشاد والسيطرة الجوية للطائرات وكيفية تأشير مناطق الهبوط والإنزال. تعقد هذه الدورة متزامنة مع دورة المظليين وذلك للتطبيق الفعلي المطلوب للدورة.                                                                     |
| الخارطة والبوصلة                       | 4 أسابيع  | تدريب وتأهيل الضباط والرتب الأخرى على قراءة الخارطة والصور الجوية والملاحة والتدريب على تركيب وتشفير الخرائط للاستخدامات العسكرية وكذلك التدريب على استخدام جهاز GPS. |
| القتال بالمناطق المبنية والأمن الداخلي | 8 أسابيع  | إعداد وتأهيل الضباط وضباط الصف والرتب الأخرى على أساليب ومهارات وعمليات التخطيط والتنفيذ لعمليات الدفاع والهجوم على المناطق المبنية. كذلك التدريب على التخطيط والتنفيذ للعمليات التي تساهم في إعادة السيطرة والاستقرار للأمن الداخلي وكيفية تأسيس وإنشاء القواعد الأمنية والعمل بها.                                             |
| القوات الخاصة                          | 13 أسبوع  | إعداد وتأهيل الضباط والرتب الأخرى للقيام بعمليات القوات الخاصة في ظروف الحرب التقليدية وغير التقليدية. تعتبر هذه الدورة من الدورات الاختصاصية العليا في مجال الصنف. |
| التايكواندو                            | 24 أسبوع  | تدريب وتأهيل الضباط والرتب الأخرى على فنون القتال الحر ومهارات الدفاع عن النفس والأنماط المستخدمة في هذه الدورة لتنمية القدرات البدنية للمشتركين وصقل شخصيتهم لتكون عون لهم في تنفيذ الواجبات والدفاع عن النفس في الواجبات والمواقف التي تتطلب فرض واقع معين دون استخدام السلاح. وكذلك تمثيل القوات المسلحة في لعبة التايكواندو. |
| الجوجيتسو                              | 10 أشهر   | أسلوب متطور في القتال المفتوح أو استخدام أسلوب اللكم والركل والضرب بالأطراف كالكوع والركبة والجبهة وباطن الكف وظاهره وسيف اليد والأصابع بالإضافة إلى الاشتباكات التي تعتمد على كسر مفاصل الجسم أو ليها وأوضاع الخنق والمصارعة بالأرض مع الرمي بأنواعه.                                                                           |
| المهارات الأساسية                      | 6 أسابيع  | تدريب وتأهيل الضباط والرتب الأخرى في العمليات الخاصة على استخدام طبيعة الأرض أفضل استخدام وكيفية استغلال الستر وأسلوب النار والحركة وتنمية القدرات البدنية والفردية وتنفيذ بعض العمليات الخاصة. تعتبر هذه الدورة من الدورات الأساسية لمرتبات العمليات الخاصة.                                                                    |
| السجال وحركات السيطرة بالعصا           | 8 أسابيع  | إعداد وتدريب الضباط والرتب الأخرى في التعرف على نقاط الضعف في جسم الإنسان لاستغلالها أو لحمايتها وكذلك التدريب على أساليب وفنون القتال والدفاع عن النفس باستخدام أعضاء الجسم فقط أو بالاستعانة بأدوات ومعدات أخرى مثل: (العصا العادية والبوليسية والحربة والسكاكين وغيرها من الأسلحة الحادة)                                     |
| الاقتحام الجوي                         | 4 أسابيع  | تأهيل الضباط والرتب الأخرى في العمليات الخاصة على تنفيذ عمليات الاقتحام السريع للأهداف المعادية جواً باستخدام الطائرات المجنحة أو العمودية لنقل القطعات لأقرب نقطة من الهدف بأسرع وقت ممكن لتنفيذ الواجب والتقاطهم بعد تنفيذ العملية وتنفيذ العملية بحماية وإسناد الطائرات العمودية المسلحة.                                      |
| المتفجرات والإجراءات المعاكسة          | 3 أسابيع  | تدريب وتأهيل الضباط والرتب الأخرى على كيفية التعامل مع المتفجرات المختلفة وإضافات التفجير المختلفة وكيفية تحضير الحشوات ومصائد المغفلين والطرود والإجراءات المعاكسة لذلك، وأيضا يتم التدريب على كيفية التعامل مع القنابل العمياء.                                                                                                |

## المعدات

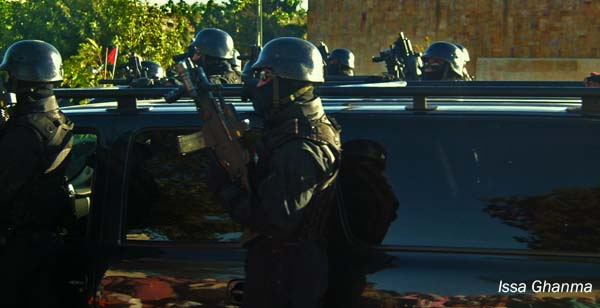
العمليات الخاصة الأردنية خلال إحدى التدريبات

القدرة على الإنشار السريع، والقدرات البدنية والنفسية للجنود تعتبر من أهم ما تتدرب عليه القوات الخاصة، ولكن وفي نفس الوقت يجب الاهتمام بشكل جيد بوسائل الاتصال والاسلحة الفردية والتكتيكات العسكرية والقدرة على تنفيذها بدقة عالية للوصول للنتائج المرجوة وعدم حصول أي مفاجئات تسبب فشل المهمة. اهتمت القوات الخاصة الأردنيه بشكل فعال بوسائل الاتصال بين افراد القوات الخاصة فيما بينها من جهة وبين الاتصال بوحدات الجيش الأخرى من مدفعية، دروع، سلاح جو وحتى بوحدات الدفاع الجوية. وذلك باستخدامها إحدى احدث تقنيات الاتصال المستخدمة وهي C4ISR System وهو نظام يوفر قدرة الاتصال لجميع افراد الجيش الأردني ببعضهم وباختلاف مهماتهم وميادينهم. والترجمة الحرفية للنظام هو نظام قيادة وسيطرة واتصالات وحاسبات واستخبارات ومراقبة واستطلاع، وهذه النقطة مهمة جدا في عمليات القوات الخاصة بشكل عام، وتغفلها الكثير من الدول وخصوصا العربية (للاسف لا يستخدم هذا النظام سوى الأردن من بين الجيوش العربية). اما بخصوص الأسلحة الفردية، فالتجهيزات القياسية للقوات الخاصة الأردنية تعتبر من الأفضل في الشرق الأوسط والعالم، حيث تستخدم خوذ قتالية من نوع AC1200J\500 مصنعة محليا، حيث توفر حماية بالستية من المقذوفات من مدى 5 امتار وأكثر، وتستخدم أيضا واقيات الرصاص من نوع CPV 720 المصنعة محليا أيضا، بالإضافة للاحذية الخاصة المقاومة للعوامل البيئية وشظايا القذائف والالغام الأرضية.
اما بالنسبة للاسلحة، فالقوات الخاصة الأردنية تستخدم تشكيلة واسعة من الأسلحة الاتوماتيكية الخفيفة والمتوسطة (حسب الفرقة والمهام الموكلة لها). حيث تستخدم الرشاش الألماني UMP من عيار 9*19 ملم. وتستخدم الرشاش الألماني G36 C من عيار 5.56 ملم، والرشاش الأمريكي أم 4 من عيار 5.56 ملم. بالإضافة لرشاش MP5 ومنها MP5sd الكاتم للصوت ومن عيار 9 ملم، والرشاش MP5 K القصير من عيار 9 ملم أيضا. اما بالنسبة لSHOT GUN فهي تستخدم الأمريكي رمنجتون من عيار 12 ملم. اما المسدسات التي تعتبر أيضا من التجهيز القياسي للجيش الأردني بشكل عام وللقوات الخاصة فهي تستخدم المسدس الأردني فايبر متعدد الاعيرة والمسدس الالمانيSIG SAUER-226 والمسدس الروسي XH PISTOL الكاتم للصوت ذات 9 ملم. القناصات أيضا نالت قدر كبير من الاهتمام، حيث دربت القناصة الأردنية على تكتيكات استغلال الأرض والقدرة على التموه واختيار المواقع الجيدة والسرعة الكبيرة بالانسحاب، كما اهتم الأردن بتدريب فرق القناصه على القنص من على المروحيات العاموديه. وتستخدم القوات الخاصة الأردنية القناصة الإمريكية BERET RIFLE والقناصة M-700 RIFLE امريكيه الصنع وعدة أنواع أخرى.....
كما جهزت بعض فرق القوات الخاصة الأردنية بقواذف LAW-80 البريطانية الصنع المضادة للدروع. اما بالنظر للتجهيزات الاضافية (والمهمة في نفس الوقت) فهي تستخدم مقدرة المدى من نوع Leica السويسري وKlite اليابانية. طبعا بالإضافة للمناظير النهارية والليلية وقنابل الصوت والوميض والغاز وقواذفها واقنعتها. اهتم الأردن أيضا بآليات وطائرات القوات الخاصة بشكل ملحوظ، لتوفير سرعة الحركة وبالتالي مفاجأة العدو، وتستخدم القوات الخاصة الأردنية آليات الهمر الإمريكية، والنمر الأردنية ومدرعة الرتل. وتم تسليحها اما برشاشات متوسطة أو بصواريخ مضادة للدروع مثل التاو الأمريكي أو الكورينت الروسي، وسيارات لاند كروزر مدرة ه عدلت في مركز الملك عبد الله الثاني خصيصا لمهمات الاقتحام وتحرير الرهائن. وآلية الثعلب لعمليات الاستطلاع وحروب الصحراء. اما بالنسبة للطائرات العأمودية فهي تعتمد بشكل كلي على طائرات S-70A Black Hawk وطائرات EC-635 وطائرات M-134D " لتل بيرد "، وأحيانا على طائرات AS-332 SUPER PUMA. ومن ناحية أخرى يعتبر التمويه الأردني (KA2) للباس القوات الخاصة الأردنية ومعداتهم الأفضل عالميا، ويسبق بأفضليته وقدراته على الاخفاء ما تم ادخاله مؤخرا بالجيش الأمريكي وشمال أمريكا[ ؟ ]. حيث يوفر 25% اخفاء أكثر وصعوبه بالملاحظة، مما يساعد القوات الخاصة الأردنية على القيام بمهماتها بسرعة ومفاجأة عالية للعدو. ونظرا لتزايد الاهتمام بالقوات الخاصة بالحروب الحديثة جاء مركز الملك عبد الله الثاني لتدريب العمليات الخاصة نتيجة لمبادرة من الملك عبد الله الثاني استجابة للتهديدات المتصاعدة والحالة الأمنية المضطربة في العالم. يهدف مركز الملك عبد الله الثاني لتدريب العمليات الخاصة ليصبح مركز عالمي متميز للعمليات الخاصة، وعلى المستويات الثلاثة (ارضا وجوا وبحرا) والعمل ضمن بيئة تحتية مميزة ومجهزة باحدث الوسائل والمعدات التكنولوجيه، ومهيئا لمواجهة التحديات الارهابية في القرن الواحد والعشرين. واضافة إلى ذلك، سيوفر مركز الملك عبد الله الثاني لتدريب العمليات الخاصة منشأة مميزة مركزية للتدريب على مكافحة الإرهاب في الأردن (قلب منطقه الشرق الأوسط). كما ينوي المركز خدمة الدول الشقيقة والصديقة وذلك بتوفير أفضل التدريبات والتطبيقات في مجال مكافحة الإرهاب والحماية القريبة وفرض النظام العام وحروب العصابات.